# Геологічний блок
Геологічний блок — геологічний термін, який має поширення у тектоніці та геологічній розвідці.
- І. У тектоніці об'ємне поняття, ділянка земної кори, стабільна або рухається всією масою і обмежена розривами.

Геоіндика́тори бло́ків — показники, що характеризують цілісність блоків.
Розрізняють:
- загальний гіпсометричний рівень поверхні блоків;
- єдиний тип річної мережі, меандрування, характер та глибина ерозійного врізу;
- подібний фототон зображення, зумовлений однаковою вологістю та єдиним природно-територіальним комплексом, що сформувався на базі поверхні.

Блоки, зазвичай, утворюють закономірні системи, спричинені планетарним полем напруг. Оцінка динаміки взаємодії блоків передбачає встановлення характеру їх руху (підняття, опускання), умови (стиснення, розтяг, зсув).
- ІІ. — У геологічній розвідці — ділянка рудного поля, родовища або рудного тіла, що характеризується більш-менш однаковими геолого-промисловими параметрами: умовами залягання, потужністю та будовою тіла корисних копалин, його складом, властивостями та якістю, гірничотехнічними умовами тощо[2].